# Dik vetkruid
Dik vetkruid (Sedum dasyphyllum) is een overblijvende plant uit de vetplantenfamilie (Crassulaceae). De soort komt van nature voor in Centraal- en Zuid-Europa, Noord-Afrika en Zuidwest-Azië. De soort is in Wallonië ingeburgerd en in Nederland verwilderd. Het aantal chromosomen is 2n = 56.
De plant wordt  4-12 cm hoog. De tegenover elkaar staande, blauwachtig groene, iets kleverige, omgekeerd eironde, 3-7 mm lange bladeren zijn bijna vlak aan de bovenkant en van onderen sterk gewelfd.
Dik vetkruid bloeit vanaf juni tot in augustus met witte, roze overlopen en aan de rugzijde paarsachtige, bloemen. De bloemen hebben 5-6, 2-3 mm lange kroonbladen. De kelkbladen zijn 2-3 maal korter dan de kroonbladen. De bloeiwijze is een tuil, die dicht bezet is met klierharen.
De vrucht is een rechtopstaande, groen- tot roodachtige kokervrucht.

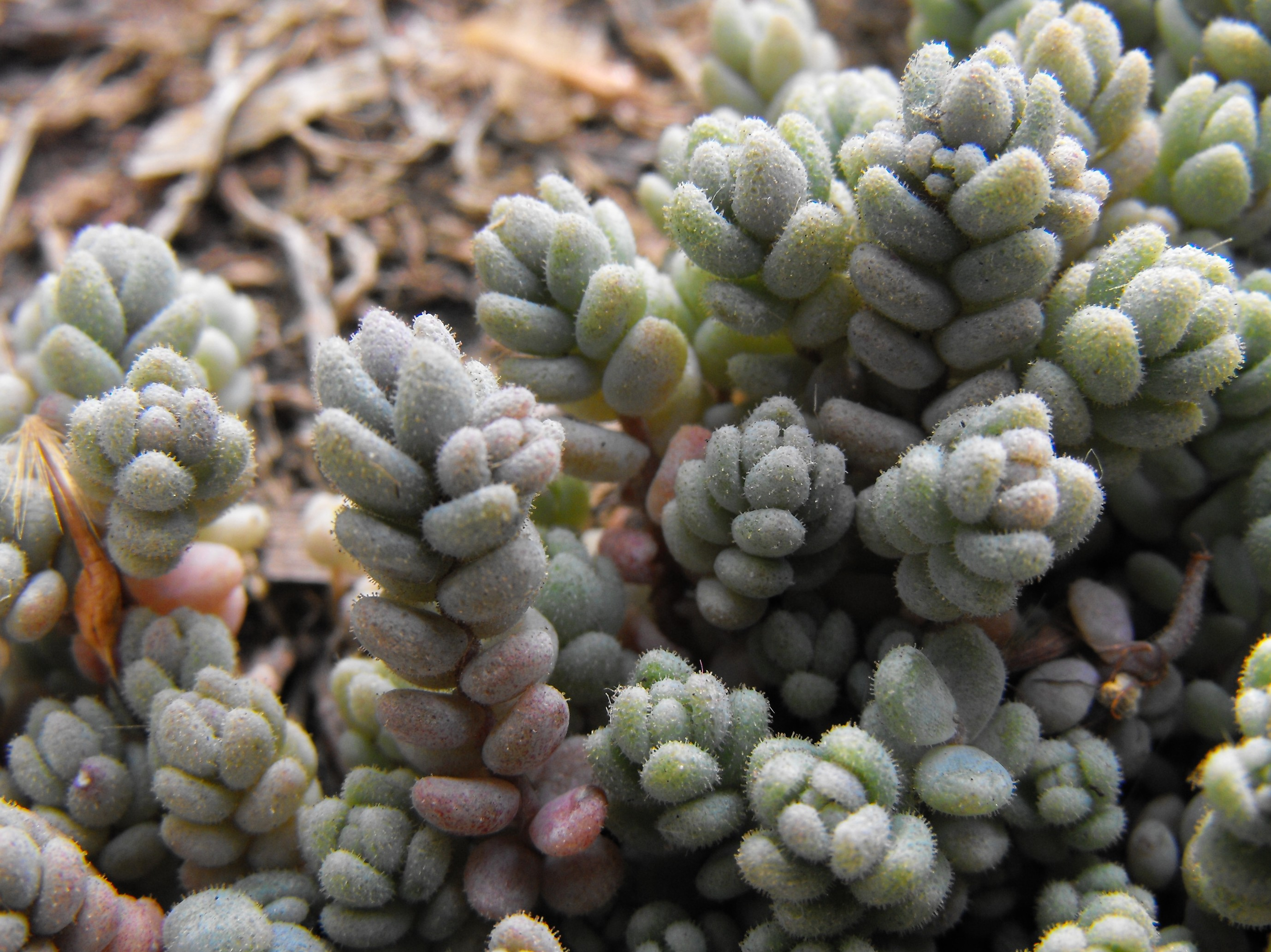
Bladeren
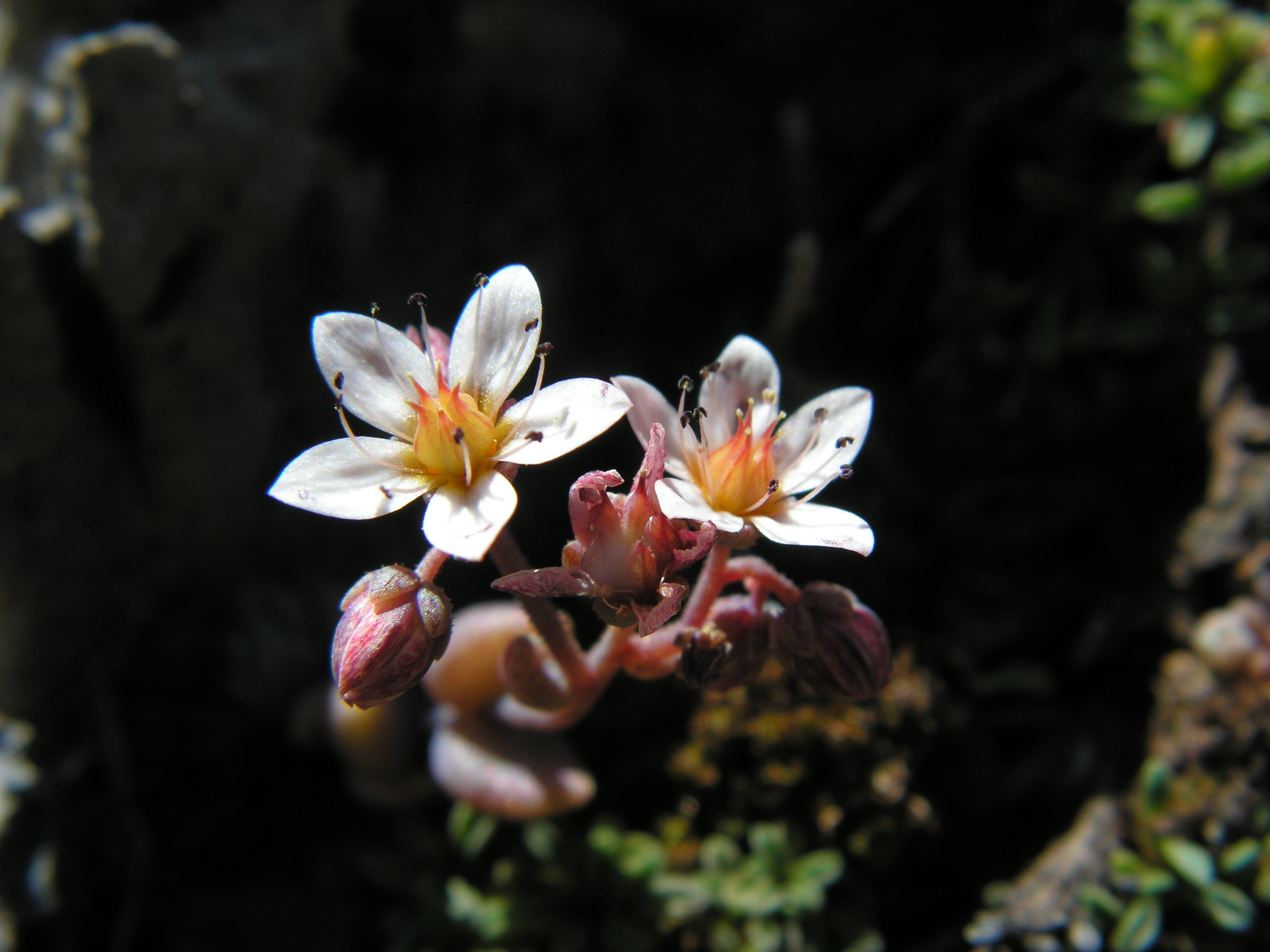
Bloem
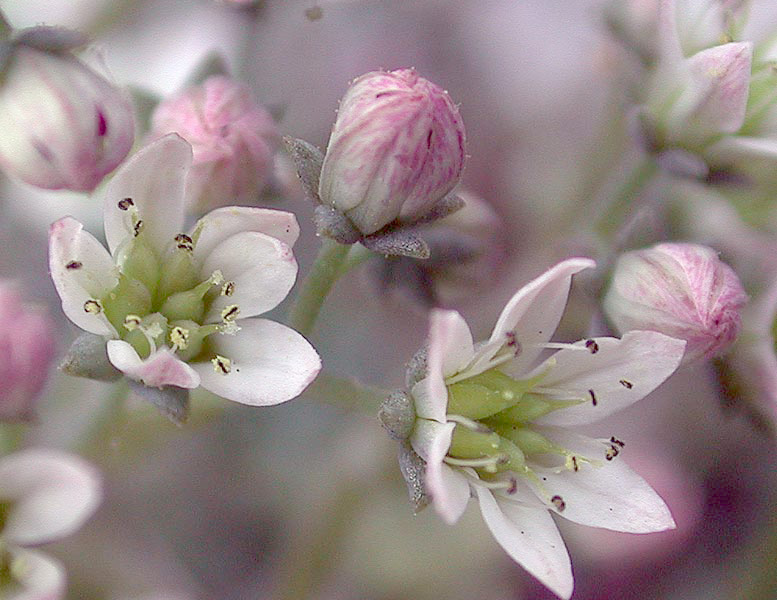
Kelkbladen

Dik vetkruid staat op zonnige, warme en vrij droge, voedselarme en basenrijke, kalkarme tot kalkrijke, stenige plaatsen en op ruderale plekken. De overblijvende en groen overwinterende plant groeit in haar oorsprongsgebied op rotsen en in rotsspleten, op puinhellingen en op oude muren, op daken en op stenige plaatsen. Ze stamt uit de gebergten van Zuidwest-Azië, het Middellandse Zeegebied en Midden-Europa, wordt als sierplant gebruikt en is verwilderd en ingeburgerd in vele delen van Europa. De soort is her en der verwilderd gevonden in Nederland, voornamelijk in het zuidoostelijke deel. Binnen de groep van Sedum-soorten met rolronde tot half rolronde bladeren en witachtige bloemen is het klierharige, overblijvende dik vetkruid te onderscheiden door de combinatie van de tegenover elkaar staande, blauwachtig groene bladeren, die bijna vlak aan de bovenkant en sterk gewelfd zijn van onderen. Verder door de 5- tot 6-tallige, witte, roze overlopen en aan de rugzijde paarsachtige bloemen en de rechtopstaande, groen- tot roodachtige vruchten.